# Рахден
Рахден (њем. Rahden) град је у њемачкој савезној држави Северна Рајна-Вестфалија. Једно је од 11 општинских средишта округа Минден-Либеке. Према процјени из 2010. у граду је живјело 15.888 становника. Посједује регионалну шифру (AGS) 5770040, NUTS (DEA46) и LOCODE (DE RAH) код.

## Географски и демографски подаци
Рахден се налази у савезној држави Северна Рајна-Вестфалија у округу Минден-Либеке. Град се налази на надморској висини од 39 метара. Површина општине износи 137,4 km². У самом граду је, према процјени из 2010. године, живјело 15.888 становника. Просјечна густина становништва износи 116 становника/km².

## Међународна сарадња
| Мјесто     | Држава   | Врста сарадње | Од    |
| ---------- | -------- | ------------- | ----- |
| Галгахевиз | Мађарска | партнерство   | 1995. |
| Извор      |          |               |       |